# Rodrigo Costa Felix
Rodrigo Costa Félix é um dos fadistas precursores do novo fado e um dos herdeiros da tradição masculina do fado de Lisboa. Fadista profissional desde os 17 anos, tem mantido uma carreira artística multifacetada, actuando quer em casas de fado, quer em concertos em Portugal e no estrangeiro, participando em programas de TV e documentários, ou ainda em projectos discográficos.
Alguns exemplos de actuações são os  espectáculos de homenagem a Amália em Lisboa, Porto, Café Luso e Panteão Nacional; o espectáculo “Sol y Luna – Flamenco y Fado”, da Compañia de Danza del Siglo XXI – Madrid, com o qual efectuou digressões pela Europa em 2000 e 2001; ou o espectáculo do guitarrista Mário Pacheco, "A Música e a Guitarra", no Palácio de Queluz, em 2005, onde cantou ao lado de Mariza, Camané e Ana Sofia Varela, do qual resultou a gravação do CD/DVD editado mundialmente pela WorldConnection (nomeado pela Songlines como um dos melhores álbuns de "world music" recentemente editados ).

## Discografia
- Fados D'Alma (CD, 2008)
- Fados de Amor (CD, Farol Música, 2012)
- Tempo (CD, Rock CD Records, 2020)